# Dekanija Celje
Dekanija Celje je bila rimskokatoliška dekanija Celjskega naddekanata Škofije Celje. Ukinjena je bila 1. septembra 2021 ob reorganizaciji naddekanatov in dekanij, pri čemer je bila z Dekanijo Nova Cerkev združena v novo Dekanijo Celje - Nova Cerkev.

## Župnije
1. Župnija Celje - Blaženi Anton Martin Slomšek
2. Župnija Celje - Sv. Cecilija
3. Župnija Celje - Sv. Danijel
4. Župnija Celje - Sv. Duh
5. Župnija Celje - Sv. Jožef
6. Župnija Sv. Lovrenc nad Štorami
7. Župnija Svetina
8. Župnija Teharje